# Der Gondolier
Der Gondolier is een compositie van Niels Gade. Het is een ongedateerd werk van deze Deense componist. Gade zette muziek onder een gedicht van Wilhelm Wagner. Hij schreef een duet voor. De beginregel luidt: 'Fahr' mich hinüber junger Schiffer, nach dem Rialto fahre mich!'. Gianetta, een dame,  kan de overtocht niet betalen en biedt vervolgens een ketting, de tekst van een lied dat zij kent en een rozenkrans aan ter betaling. De gondolier vindt het allemaal niet genoeg. Als zij uiteindelijk de overkant bereiken blijkt het gezelschap van Gianetta betaling genoeg te zijn voor de schipper.